# Piastów
Piastów (udtale: [ˈpʲastuf]) er en by og en kommune (Gmina) der ligger i det østlige, centrale Polen, i voivodskabet Masovien (Województwo mazowieckie) og har 23.281(2021) indbyggere og et areal på 5,83 km². Den er administrationsby i powiatet (amt) Pruszków. Den er en forstad til den polske hovedstad Warszawa og ligger cirka 13 kilometer fra Warszawas centrum.
I middelalderen lå  landsbyerne Żdżary og Utrata på stedet for nutidens Piastów. Piastów betjenes af Piastów jernbanestation.